# Port Fairy
Port Fairy is een plaats in de Australische deelstaat Victoria en telt 2523 inwoners (2006).